# Goodwill Moon Rocks

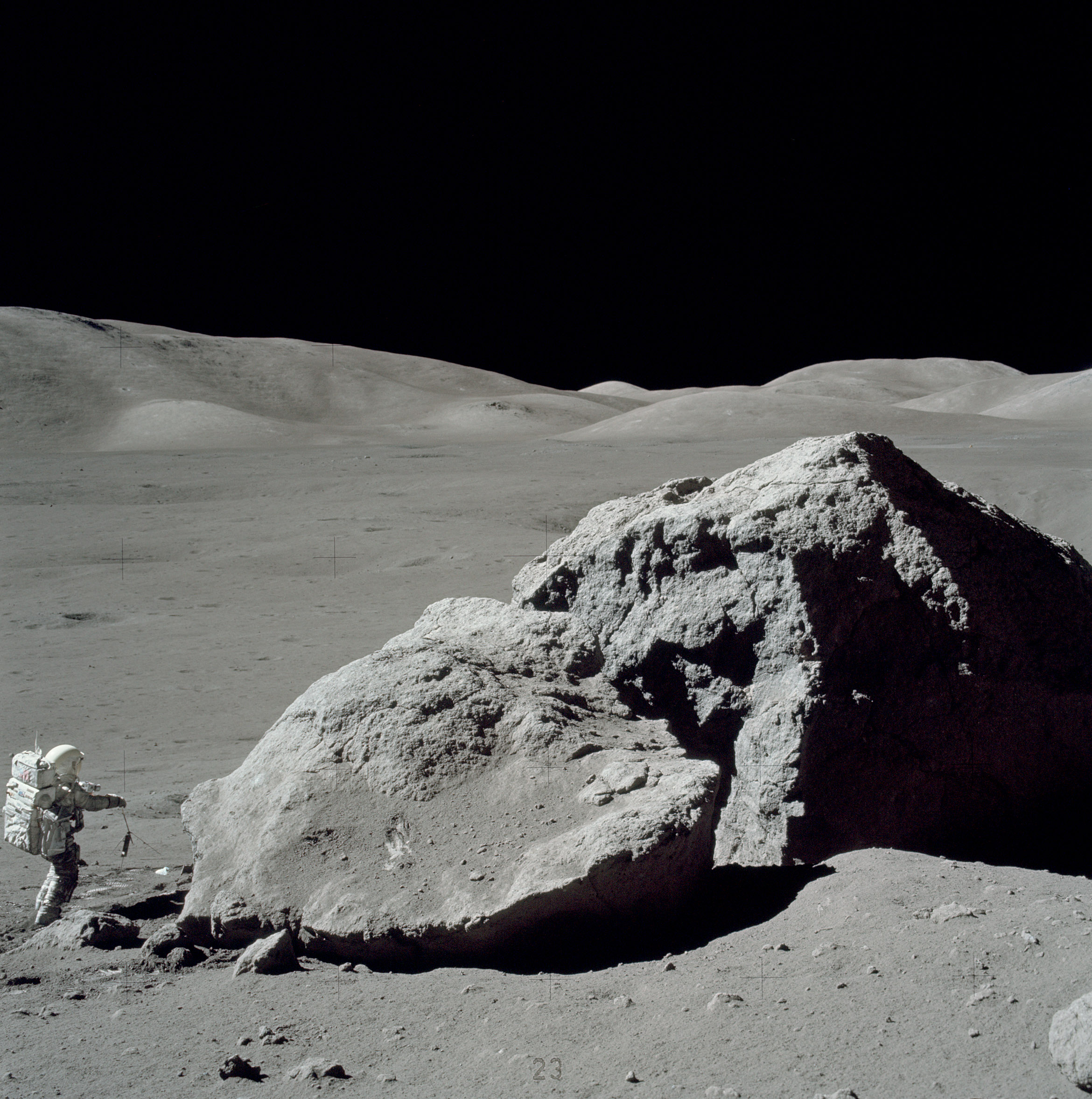
L'astronaute Harrison Schmitt lors de la mission Apollo 17.

Les Goodwill Moon Rocks (littéralement, en anglais : roches lunaires de bonne volonté) sont un ensemble de roches lunaires ramenées par l'équipage de la mission Apollo 17 en 1972 et distribuées aux différents pays du monde.

## Origine
La mission Apollo 17 est la dernière mission habitée à avoir atterri sur la Lune, le 11 décembre 1972. À son retour, elle rapporte un peu plus de 111 kg de roches lunaires sur Terre. Au début 1973, Richard Nixon, alors président des États-Unis, ordonne la distribution de fragments de l'échantillon 70017 à 135 pays étrangers et aux 50 États des États-Unis.[réf. nécessaire]
Les fragments sont placés à l'intérieur d'un conteneur sphérique en acrylique transparente et fixés sur une plaque. Ils sont ensuite distribués.

## Localisation
Une fois distribué, chaque échantillon de roche devient la propriété du pays récipiendaire. Certains sont encore exposés : par exemple, l'échantillon reçu par le Canada est visible au Musée canadien de la nature à Ottawa, celui de la France au Palais de la découverte à Paris ; celui de la Yougoslavie, disparue depuis, est visible au Musée d'histoire yougoslave de Belgrade, en Serbie.
Certains des échantillons connaissent des destins plus variés. En 1998, pendant une opération de lutte contre la vente de faux rochers lunaires, l'échantillon du Honduras est récupéré par les autorités des États-Unis après qu'un habitant de Floride a tenté de le revendre à des enquêteurs. Au bout de cinq années de procédures judiciaires pour déterminer le propriétaire de l'échantillon, il est attribué au gouvernement fédéral américain en 2003 (lors d'une décision intitulée United States of America v. One Lucite Ball containing Lunar Material (one Moon Rock) and One Ten Inch by Fourteen Inch Wooden Plaque), lequel le présente la même année à l'ambassadeur du Honduras.